# Кезон Фабий Вибулан
Кезон Фабий Вибулан (лат. Kaeso Fabius Vibulanus; умер в 477 году до н. э.) — римский военачальник и политический деятель из патрицианского рода Фабиев, трёхкратный консул (в 484, 481 и 479 годах до н. э.).

## Происхождение
Кезон Фабий принадлежал к одному из самых знатных и влиятельных патрицианских родов Рима, представители которого в начале V века до н. э. регулярно занимали высшие должности. Поздние источники возводили родословную Фабиев к сыну Геракла и италийской нимфы, утверждая также, что вначале этот род назывался Фодии (от латинского fodere — рыть), поскольку его представители с помощью ям ловили диких зверей. Антиковед Т. Уайзмен назвал это объяснение «достаточно необычным, чтобы быть правдой».
Отец Кезона носил тот же преномен; братьями Кезона-младшего были Квинт и Марк Фабии Вибуланы.

## Биография
Первое упоминание о Кезоне Фабии в источниках относится к 485 году до н. э., когда он занимал должность квестора. Тит Ливий и Дионисий Галикарнасский рассказывают, что Кезон вместе со своим коллегой Луцием Валерием Потитом привлёк к суду по обвинению в стремлении к царской власти популярного у плебеев политика Спурия Кассия, предлагавшего новый земельный закон. Кассий был осужден и казнен, и в благодарность за это сенаторы добились избрания Вибулана в консулы на 484 год до н. э. вместе с Луцием Эмилием Мамерком. Это вызвало народные волнения, прерванные, по данным Тита Ливия, только очередным набегом вольсков и эквов. Исследователи предполагают, что весь этот рассказ представляет собой вымысел анналистов, старавшихся добавить живые детали в повествование о Спурии Кассии. В частности, имена квесторов они могли взять из консульских фаст за два следующих года. И Тит Ливий, и Дионисий Галикарнасский не упоминают осаду Тускула, о которой сообщает Диодор Сицилийский, а потому их сообщения теряют ценность для историков.
В 481 году до н. э. Кезон Фабий во второй раз стал консулом вместе со Спурием Фурием Медуллином Фузом. Он возглавил армию в первой войне с Вейями, но действовал не слишком удачно. Его конница обратила врага в бегство, а пехота, набранная из плебеев и ненавидевшая Вибулана за его роль в деле Спурия Кассия, отказалась преследовать противника и принудила Кезона Фабия к возвращению в Рим.
В следующем году Вибулан вместе с братьями участвовал в сражении при Вейях. В 479 году до н. э. он в третий раз получил консулат, и на этот раз его коллегой был Тит Вергиний Трикост Рутил. Поскольку недовольство плебеев не уменьшалось, Кезон Фабий предложил сенату не дожидаться, пока очередной народный трибун предложит новый земельный закон, а самим наделить бедных граждан землёй на отвоёванных у соседей территориях. Это предложение было отвергнуто из-за подозрений, что Кезон добивается благосклонности плебса в личных целях. Так как на земли латинских союзников снова напали эквы, Кезон Фабий выступил против них. Эквы сражения не приняли и укрылись за городскими стенами. Вернувшись, Фабий спас войско своего коллеги Вергиния, попавшего в окружение на землях вейентов. Затем он выступил на помощь отряду Фабиев, начавших частную войну с вейентами, разграбил вражескую территорию и принял участие в строительстве укрепления на Кремере. В 478 году до н. э. Вибулан добился назначения легатом в армию консула Эмилия Мамерка и участвовал в сражении с этрусками, осадившими Кремеру.
В 477 году до н. э., согласно античной традиции, Кезон вместе с братом Марком командовал войском Фабиев и погиб в битве у Кремеры; в результате из всех многочисленных членов рода в живых остался только один мальчик, племянник Кезона. Степень достоверности рассказа об этих событиях является предметом научной дискуссии.